# Thysanoplusia orichalcea

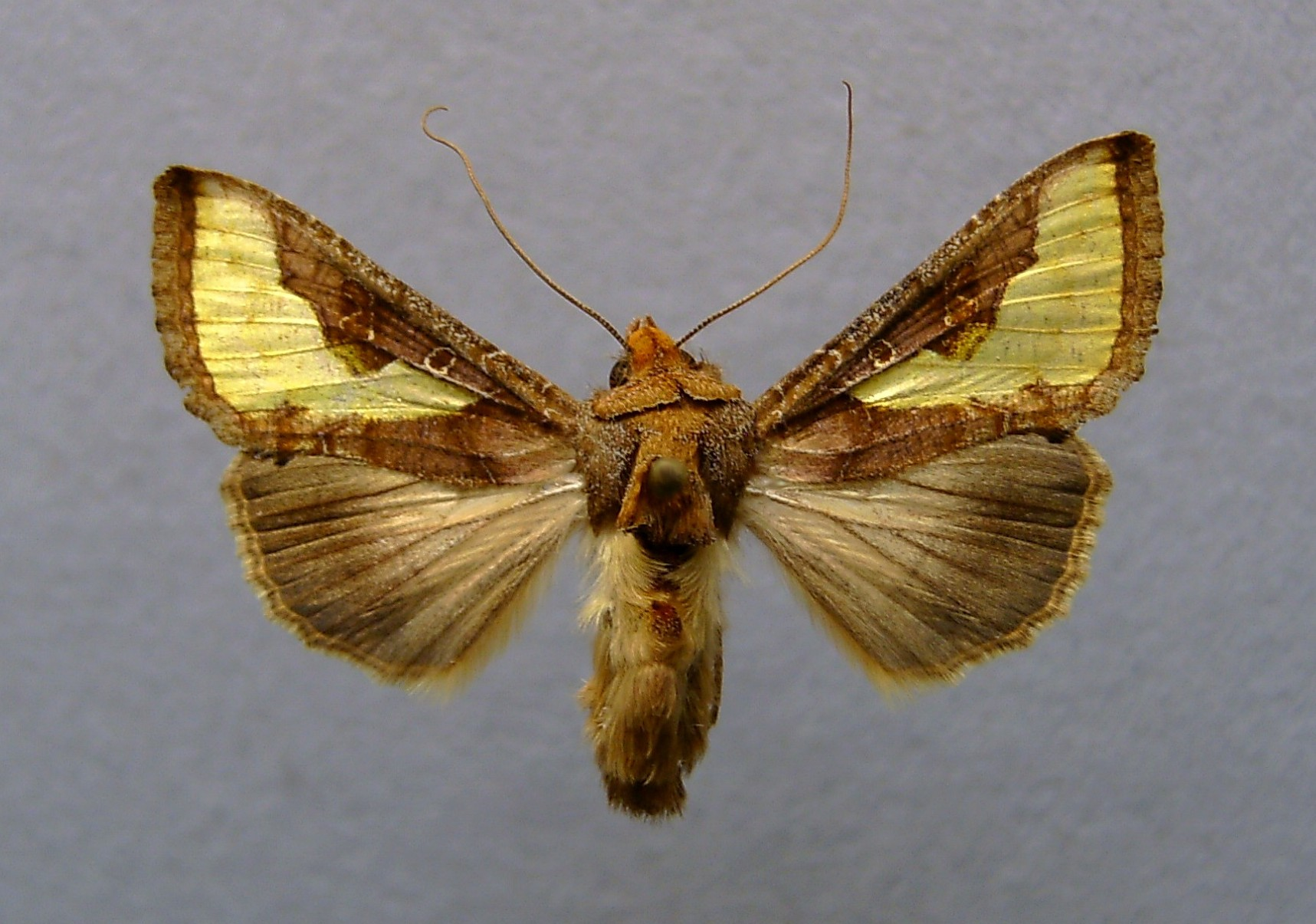
Präparat

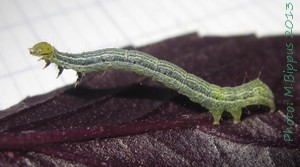
Raupe

Thysanoplusia orichalcea ist ein Schmetterling (Nachtfalter) aus der Familie der Eulenfalter (Noctuidae).

## Merkmale

### Falter
Die Flügelspannweite der Falter beträgt 36 bis 40 Millimeter. Die Vorderflügel sind großflächig mit einer metallisch golden schimmernden Fläche überzogen. Lediglich ein Längsband unterhalb des Vorderrandes und der Saumbereich sind braun gefärbt. Nieren- und Ringmakel sind klein und weiß umrandet. Die Hinterflügel sind zeichnungslos graubraun, am Saum etwas verdunkelt. Der Thorax ist pelzig behaart und mit einigen Haarbüscheln versehen, der Saugrüssel ist gut entwickelt.

### Raupe, Puppe
Ausgewachsene Raupen haben eine grüne Farbe. Sie besitzen dünne weiße Nebenrückenlinien sowie weißliche Seitenstreifen, die zuweilen dunkel angelegt sind.
Die Puppe ist schwarzbraun gefärbt und zeigt helle Flügelscheiden.

## Verbreitung und Lebensraum
Thysanoplusia orichalcea kommt im Mittelmeerraum, einigen Inseln im Atlantischen Ozean und in tropischen Teilen Afrikas vor. Sie ist außerdem in Indien, Indochina und weiteren tropischen Gebieten Asiens anzutreffen. In Australien und Neuseeland breitet sie sich weiter aus. In Mittel- und Nordeuropa ist sie nicht heimisch, wurde aber als Irrgast zuweilen in England und der Schweiz gefunden. Die Art lebt in warmen Biotopen, besiedelt aber besonders gerne Kulturlandschaften.

## Lebensweise
Die Falter von Thysanoplusia orichalcea bilden fortlaufende Generationen. Sie sind tag- und nachtaktiv, besuchen tagsüber Blüten und nachts auch künstliche Lichtquellen. An Ködern erscheinen sie nur selten. Die Raupen ernähren sich von den Blättern verschiedener krautiger Pflanzen, zunehmend auch von Kulturpflanzen. In Australien und Neuseeland tritt die Art als Schädling auf. Mit Hilfe des synthetisch hergestellten Pflanzengeruchstoffs Phenylacetaldehyd in Kombination mit weiteren Duftstoffen wurden die Falter in großer Zahl angelockt und unschädlich gemacht. Bemerkenswert bei dieser Methode ist die Tatsache, dass überwiegend Weibchen von diesen Duftstoffen angelockt werden. Bei den auch in Europa für andere schädliche Arten verwendeten Pheromonfallen werden naturgemäß nur Männchen angelockt.